# Ulf Kvensler
Ulf Erik Kvensler, de son vrai nom Kvänsler, né le 25 janvier 1968 à Ronneby, dans le comté de Blekinge, est un acteur, scénariste et réalisateur suédois.

## Biographie
Kvensler a grandi en jouant de la clarinette et a été membre du Ronneby Musiksällskap. Il a étudié l'économie à l'université d'Uppsala et a travaillé pendant deux ans comme consultant en informatique et en gestion avant de former le groupe Humorator, avec Mikael Tornving et Henrik Hjelt, entre autres. En 1996, il a obtenu un emploi d'humoriste à Sveriges Television et a écrit le scénario de la série satirique sur les actualités Detta har hänt. Depuis lors, il a continué à travailler dans l'industrie, principalement en tant qu'acteur et scénariste, mais aussi, ces dernières années, en tant que réalisateur. Humorator est également apparu dans la série humoristique Svensk humor sur SVT à l'automne 2013. Kvensler a fait ses débuts en tant que romancier en 2022 avec Albert Bonniers förlag avec le roman policier Sarek, qui a reçu le premier prix de l'Académie suédoise du crime la même année.

## Publications
- Sarek  (trad. Rémi Cassaigne), Éditions de la Martinière, 2023, 496 p. (ISBN 979-1-0401-1426-0)Prix du meilleur premier roman policier de l'Académie suédoise.
- Au nom du père  (trad. Rémi Cassaigne), Éditions de la Martinière, 2024 (ISBN 979-1-0401-1829-9)